# Droide

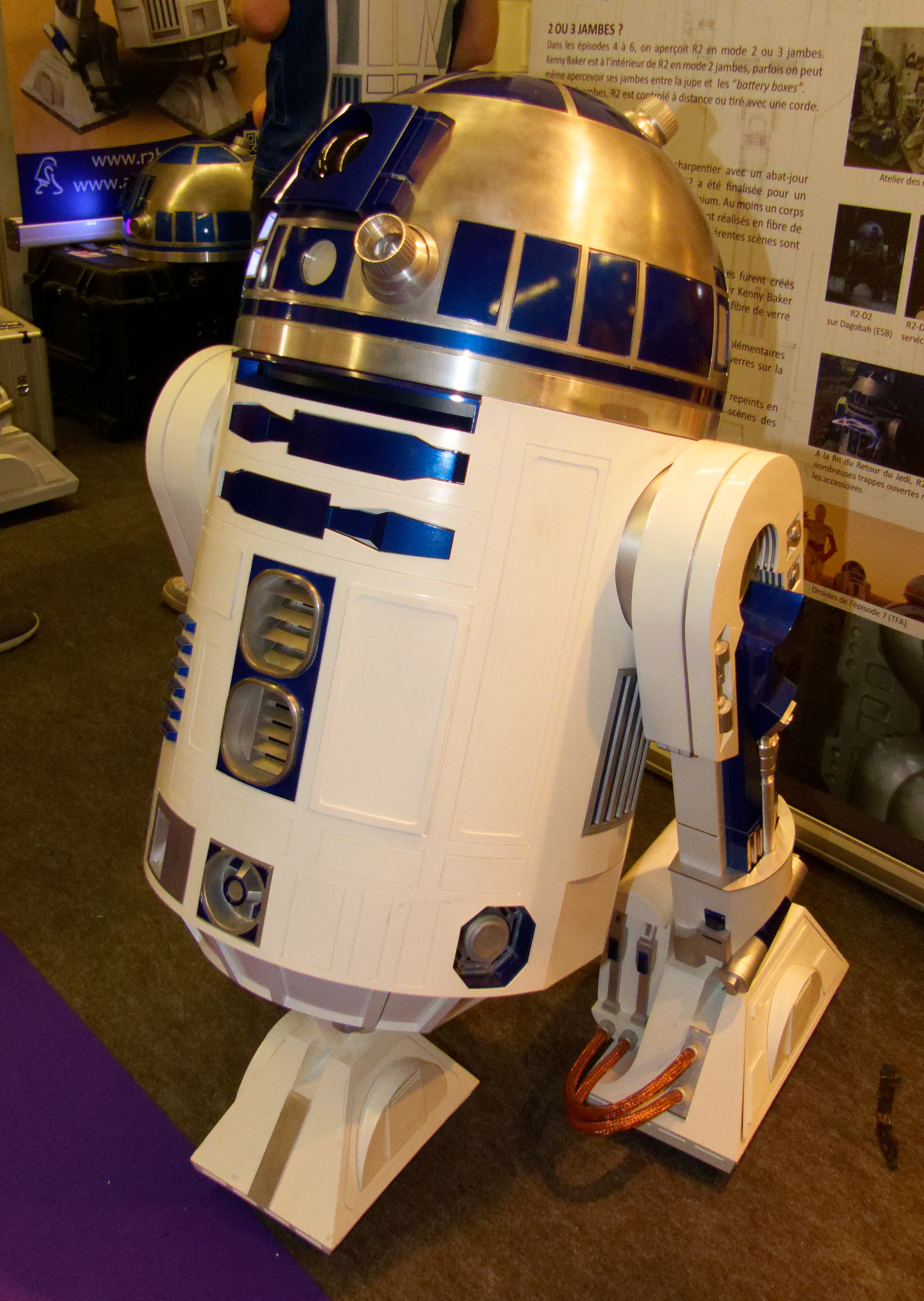
Réplica de R2-D2, um dos mais famosos droides de Star Wars

Na franquia Star Wars, um droide é um robô que tem certo nível de inteligência artificial. O termo é uma forma reduzida de "androide", palavra originalmente reservada para robôs com aparência e ações humanas. A palavra "androide" vem do neolatim "androīdēs" ("semelhante a um homem"), que por sua vez vem do grego antigo ἀνδρος (andrós) (genitivo de ἀνήρ (anḗr), "homem (adulto masculino)" ou "ser humano") + -ειδής (-eidḗs), derivado de εἶδος (eîdos, "forma, imagem, aparência, aspecto").
O diretor e roteirista George Lucas usou o termo "droide" pela primeira vez na segunda versão do roteiro de Star Wars, completado em 28 de janeiro de 1975. Entretanto, a palavra tem um precedente: a escritora de ficção científica Mari Wolf a usou em sua história "Robots of the World! Arise!" em 1952. Não se sabe se Lucas tinha conhecimento disso quando escreveu Star Wars ou se ele teve a ideia de forma independente.
A palavra "droide" é marca registrada pela Lucasfilm desde 1977.